# Міа Кіршнер
Міа Кіршнер (нар. 25 січня 1975, Торонто, Канада) — канадська акторка, письменниця і громадська діячка. Насамперед, відома своїми ролями в телесеріалах: Менді у «24» (2001-2005), Дженні Шектер у «Секс в іншому місті» (2004-2009), Аманда Грейсон у «Зоряний шлях: Дискавері» (2017-2019), Ізобель Флеммінг у «Щоденники вампіра» (2010-2011). Серед повнометражних фільмів за її участі — «Ворон: Місто янголів» (1996), «Божевільне місто» (1997), «Недитяче кіно» (2001) та інші.
Народилася в Торонто, Онтаріо. Батьки: учителька Етті (Генрієтта) і журналіст Шелдон Кіршнери. Дідусь і бабуся Мії — польські євреї, які пережили Голокост, її батько народився в таборі для переміщених осіб в Німеччині, потім переїхав до Ізраїлю, де познайомився з майбутньою дружиною, болгарською єврейкою.
Після середньої школи Кіршнер навчалася у Forest Hill Collegiate Institute, але потім перейшла до Jarvis Collegiate Institute. Також закінчила McGill University за спеціальністю «російська література і кінематограф XX століття»,
Молодша сестра Лорен Кіршнер — письменниця.

## Кар'єра
Кіршнер розпочала свою кар’єру в 1989 році в «Любов до прибульця», епізоді другого сезону «Війни світів», зігравши Джо, молодого бійця опору, яку полонили ворожі інопланетяни, і її двійника. Кіршнер дебютувала в кіно в 1993 році у віці 18 років у фільмі Деніса Арканда "Любов і людські останки". Вона переконала свого батька підписати «відмову від оголеності», щоб зіграти домінатрикс [11]. Наступного року вона знялася у фільмі Атома Егояна «Екзотика». У 1996 році вона з'явилася в The Crow: City of Angels. Вона також зіграла Кіті Щербацьки у версії «Анни Кареніної» 1997 року.
Кіршнер також з'явилася в перших трьох епізодах 24 як вбивця Менді в 2001 році. Пізніше вона повторила цю роль у фіналі другого сезону та в другій половині четвертого сезону шоу. Також у 2001 році Кіршнер зіграла Кетрін Уайлер, «Найжорстокіша дівчина в школі», у фільмі «Не ще один підлітковий фільм». Персонаж в основному є пародією на Кетрін Мертейл (у виконанні Сари Мішель Геллар) у «Жорстоких намірах» і частково заснований на Маккензі Сайлер (у виконанні Анни Паквін) із «Вона все це». У музичному кліпі Мериліна Менсона на пісню «Tainted Love», яка була включена в саундтрек до фільму, вона знялася в епізодичній ролі своєї героїні Кетрін Вайлер.
У 2004 році Кіршнер отримала роль письменниці Дженні Шектер, головної героїні драматичного серіалу «Слово». Вона залишалася в шоу протягом 2009 року, протягом усіх шести сезонів.
У 2006 році вона зіграла головну роль у фільмі Браяна Де Пальми «Чорна жоржина», де вона грає молоду акторку-початківцю Елізабет Шорт, чиє каліцтво та вбивство в 1947 році досі не розкрито. Незважаючи на те, що сам фільм критикували, багато рецензій виділили її гру за визнання. Стефані Захарек із Salon.com у переважно негативній рецензії зазначає, що однойменного персонажа «чудово зіграла Міа Кіршнер...» Мік ЛаСалль написав, що Кіршнер «справляє справжнє враження про Жоржину як про сумну, самотню мрійницю, жалюгідна фігура». Дж. Р. Джонс описав її гру як «переслідуючу» і що вигадані екранні тести фільму «доставляють емоційну темряву, якої так не вистачає решті фільму». У 2010 році Кіршнер знялася у фільмі «30 днів ночі: Темні дні», зйомки якого почалися восени 2009 року. У 2010 році вона отримала роль Ізобель Флеммінг, гостьову роль у «Щоденниках вампіра».
У 2011 році вона озвучила головну героїню у «Ведмеді 71», веб-документальному фільмі Національної кіноради Канади, прем’єра якого відбулася на кінофестивалі «Санденс».
20 квітня 2012 року було оголошено, що Кіршнер приєднається до нової серії Syfy Defiance.
9 жовтня 2013 року в блозі Showcase було згадано, що Кіршнер буде однією з кількох запрошених зірок у четвертому сезоні телесеріалу «Загублена дівчина».
У 2018 році вона почала виконувати повторювану роль у фільмі «Зоряний шлях: Діскавері», зігравши Аманду Грейсон, людську матір головного героя серіалу Майкла Бернема та матір Спока, яку в оригінальному фільмі «Зоряний шлях» виконала Джейн Ваятт.
5 вересня 2019 року інформаційне агентство Entertainment Tonight ET Online повідомило, що Кіршнер зіграє персонажа у фільмі Lifetime The College Admissions Scandal разом зі своєю партнеркою Пенелопою Енн Міллер у ролях, натхненних реальними актрисами Лорі Лафлін і Фелісіті Хаффман, які беруть участь у масштабному проекті. афера з хабарництвом при вступі до коледжу. Описуючи свою роль, Кіршнер цитує слова: «Ця історія про привілеї та корупцію, а також про людей, які не дотримуються правил, тому що вважають, що вони вище за правила... Мій персонаж [заснований на Лафліні, але названий «Бетані» в фільм] такий розбещений, жадібний, самозакоханий, егоцентричний, а діалоги кумедні, тож я радий, що вони також можуть вловити гумор щодо цього».
У вересні 2020 року було оголошено, що Кіршнер зніметься разом із Беном Севіджем у святковому фільмі каналу Hallmark під назвою «Любов, світло, Ханука!», прем’єра якого відбулася 12 грудня 2020 року. Кіршнер грає власницю ресторану на ім’я Крістіна, яка дізнається про неї Єврейське походження через тест ДНК.

## Філантропія
У жовтні 2008 року, після семи років роботи, Кіршнер опублікувала книгу «Я живу тут», яку вона написала спільно з колишніми співробітниками Adbusters Полом Шобріджем і Майклом Сімонсом, а також письменником Джеймсом Маккінноном. У книзі чотири різні групи жінок і дітей-біженців із таких місць, як Чечня, Хуарес, Бірма та Малаві, розповідають історії свого життя. Книга містить оригінальний матеріал від відомих художників коміксів і графіки, зокрема Джо Сакко та Фібі Глокнер. Він був опублікований у США Random House/Pantheon. Це було підтримано Amnesty International, яка отримає кошти від книги. Після випуску книги Центр міжнародних досліджень Массачусетського технологічного інституту запросив Кіршнера провести 4-тижневий курс «Я живу тут» у січні 2009 року.

## У масовій культурі
Кіршнер посіла 43 місце в рейтингу Maxim Hot 100 Women of 2002. Вона та Беверлі Полсін були номіновані на найкращий поцілунок на MTV Movie Awards у 2002 році за фільм «Не ще один підлітковий фільм». У 2011 році було оголошено, що Кіршнер стане обличчям ювелірної колекції Моніки Річ Косанн.

## Особисте життя
З 2014 по 2015 рік Кіршнер мала стосунки з актором і драматургом Семом Шепардом.